# ISINコード
ISINコード (アイシンコード) は、ISO 6166 国際証券コード仕様によって規定されている、国際的に統一された12桁のコードである。ISINは International Securities Identification Number の略である。

## 規格
ラテン文字2文字とアラビア数字10桁からなる。
2文字 - 国コード (prefix)
ISO 3166-1 alpha-2 で規定されたラテン文字2文字の国コードが使われる。省略可。
9桁 - 基本コード (basic dode)
各国当局 (NNA = national numbering agency) が定めたNSIN (National Securities Identifying Number) が使われる。
1桁 - チェックディジット (check digit)
モジュラス10ダブル・アッド・ダブル(モジュラス10 ウェイト2)による誤り検出符号。国コードのA～Zは10～35に変換する。

## 各国ごとの内容

### 日本
日本では1993年7月から導入された。企業ごとに50音順に割り当てられている。
- 国コード = JP
- 基本コード
  - 発行体コード(6桁)
    - 属性コード(1桁):0(未定義)、1(国(国債))、2(地方公共団体)、3(公開会社等)、4(ユーザー領域)、5(外国法人)、6(未定義)、7(未定義)、8(未定義)、9(特定金融商品)
    - 固有名コード(5桁)
      1. 国:複数の発行体とみなし、国債名称コード2桁+回号コード3桁で構成
      2. 地方公共団体:総務省が定めた全国地方公共団体コード(JIS X-0401,0402)から末尾のチェックデジットを除き使用
      3. 公開会社等:発行会社ごとに独自に割当て(基本的に、五十音順で付番)
      4. 外国法人:所属国コード3桁(ISO 3166:Numeric Code)+連番コード2桁で構成
      5. 特定金融商品:
        1. ペーパーレスCP の場合:商品コード2桁「0A」+識別コード3桁「000～ZZZ」(I・O・Uを除く英数字)
        2. 未公開会社等の私募債等の場合:商品コード2桁「0B」+証券種別コード6桁(証券種類コード3桁を含む)
        3. 非上場投資信託の場合:商品コード2桁「0C」+識別コード6桁(証券種類コード3桁を含む)

  - 証券種類コード(3桁)
    1. 内国株式:普通株式 000、新株式 001、第二新株式 002、新株予約権証券 009、優先株式 010、後配株式 020
    2. 外国株式:000から始まる連番
    3. 債券:通番コード、発行年コード及び発行月コード

### アメリカ合衆国
- ISIN Organization - International Securities Identification Numbers Orginazation
- 国コード = US
- 基本コード = CUSIPコードをそのまま使う。

### イギリス
- 国コード = GB
- 基本コード = SEDOLコードをそのまま使う。桁が足りないので左に0詰めする。